# メリルボーン・クリケット・クラブ

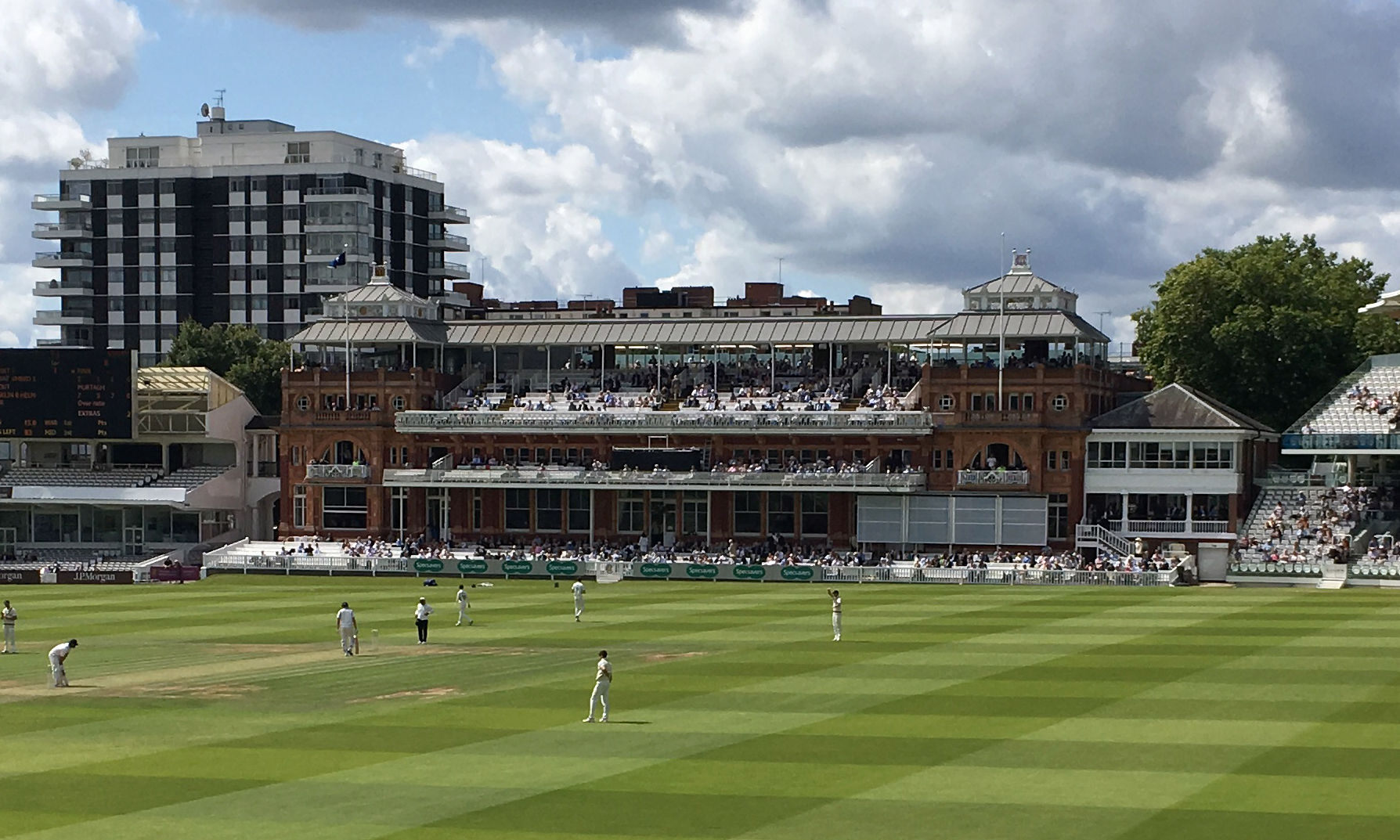
MCCが所有し、本部としているローズ・クリケット・グラウンド

メリルボーン・クリケット・クラブ（英: Marylebone Cricket Club、略称：MCC）は、イギリス・ロンドンに所在するクリケットクラブ。Maryleboneをマリルボーンと訳されることもある。以前はクリケットの統括団体であり、1788年以降は競技規則であるクリケット法を管理するなど、現在も強い影響力を保持している。

## 概要
1787年に設立。1814年からロンドンのシティ・オブ・ウェストミンスターのセント・ジョンズ・ウッドにあるローズ・クリケット・グラウンドを所有し、本部としている。同グラウンドは「クリケットの聖地」と呼ばれ、イングランド・ウェールズクリケット委員会、欧州クリケット評議会の本部として機能している。世界のクリケットを統括する国際クリケット評議会（ICC）の本部も2005年まで所在していた。ICCが1909年に設立された時は、MCCの書記によって管理されていた。1989年まではMCC会長がICCの議長職に自動的に就任していた。
クリケットの競技規則となるクリケット法（英: Laws of Cricket）は、1744年に作成され、1788年以降は幾度かの改正を重ねながら、現在に至るまでまでMCCが著作権を所有し、管理している。2023年現在の最新版は2017年コード第3版である。

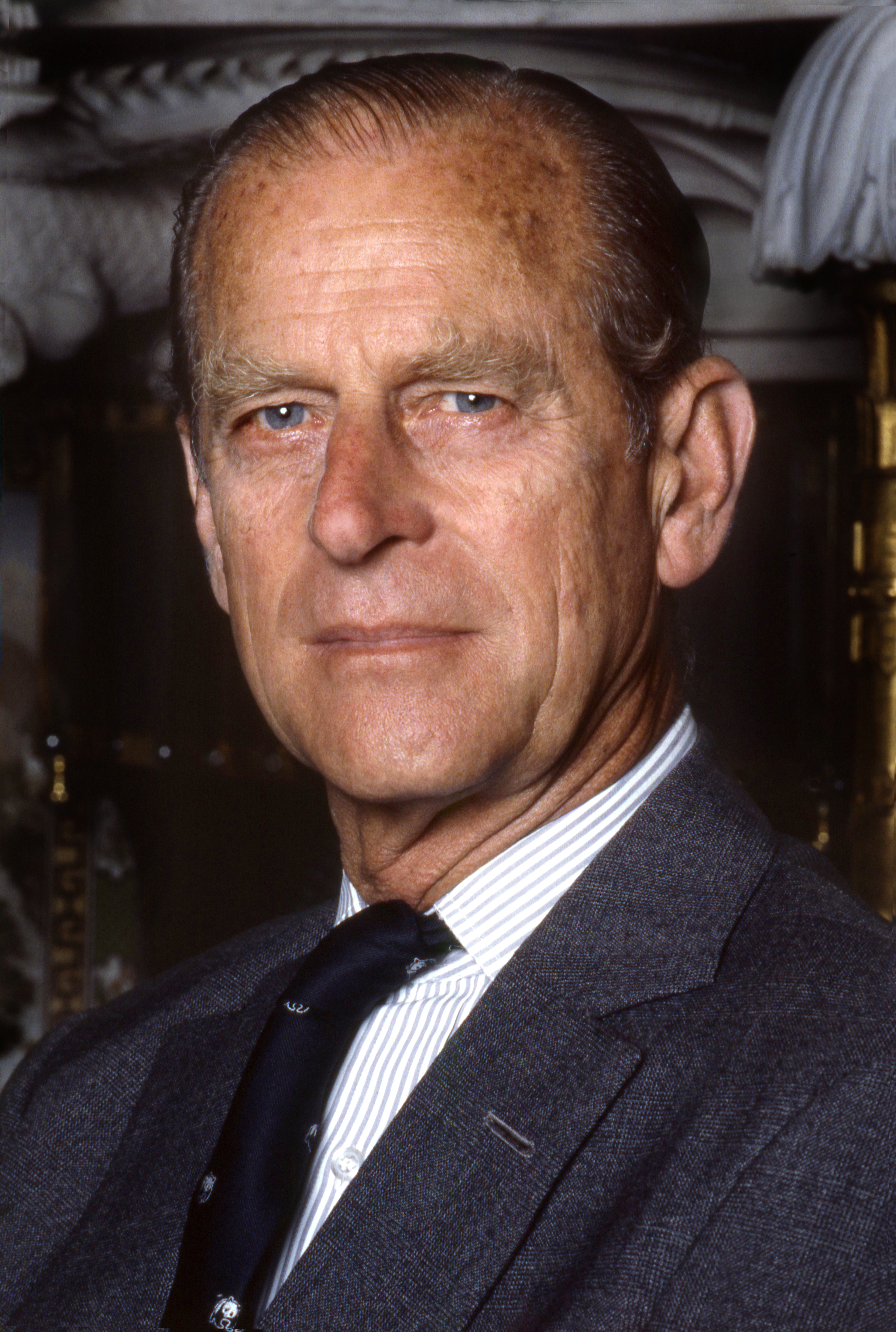
MCC会長に就任していたフィリップ王配

女王エリザベス2世の夫である王配フィリップ王配は、
若い頃は熟練したクリケット選手であり、1949年と1974年にMCCの会長職に就任していた。